# روي هيغينز
روي هيغينز (بالإنجليزية: Roy Higgins)‏ هو فارس أسترالي، ولد في 5 يونيو 1938 في Koondrook ‏ في أستراليا، وتوفي في 8 مارس 2014 في ملبورن في أستراليا.